# Занинович, Люция
Люция Занинович (хорв. Lucija Zaninović, р.26 июня 1987) — хорватская тхэквондистка, чемпионка Европы, призёр чемпионатов мира, Олимпийских и Европейских игр. Сестра-близнец Аны Занинович.

## Биография
Родилась в 1987 году в Сплите. В 2010 году стала чемпионкой Европы. В 2012 году вновь завоевала золотую медаль чемпионата Европы, а на Олимпийских играх в Лондоне стала обладательницей бронзовой медали. В 2013 году завоевала бронзовую медаль чемпионата мира. В 2014 году вновь стала чемпионкой Европы. В 2015 году завоевала бронзовую медаль Европейских игр.